# Company Men
Company Men  ist ein US-amerikanisches Drama aus dem Jahr 2010 zum Thema Business und Werteverfall. Regie führte John Wells, der auch das Drehbuch dazu verfasst hat.

## Handlung
Bobby Walker erfährt eines Morgens von seiner Entlassung. Seinen gehobenen Lebensstil kann er sich ohne den gutbezahlten Job nun nicht mehr leisten. Seine Frau drängt ihn, Besitztümer wie das große Haus oder seinen Porsche zu verkaufen. Die Familie sieht sich gezwungen, in sein Elternhaus zu ziehen, da Bobby mit seinen hohen Ansprüchen von keinem Unternehmen eingestellt wird. Der Job war für ihn sein Leben, das er verloren hat; daher hält er sich für einen gescheiterten Mann. Er gerät in eine Sinnkrise. Doch durch die Arbeitslosigkeit erfährt er auch, was ihm in seinem Leben wirklich etwas bedeutet. Er hat seine Frau Maggie, die ihn liebt, und zwei Kinder, mit denen er nun viel mehr Zeit verbringen kann. Der Bruder seiner Frau, Jack Dolan, ist Handwerker und bietet ihm einen Job als Aushilfe an, den er auf Drängen von Maggie schließlich annimmt. Nach anfänglichen Schwierigkeiten findet er zunehmend Gefallen an der Arbeit.
Unterdessen trifft die Krise des Unternehmens zwei weitere Manager. Gene McClary und Phil Woodward müssen die Firma verlassen. Phil Woodward verbringt den Tag in Bars und betrinkt sich. Seine Frau will nicht, dass er sich vor dem Abend zu Hause sehen lässt. Sein Leben erscheint ihm zerstört; er hat sich für die Firma aufgeopfert und wird mir nichts dir nichts entlassen. Er begeht in seiner Garage Selbstmord, indem er das Tor schließt und den Motor seines Autos laufen lässt.
Gene McClary hat eine Affäre mit Sally Wilcox, die ebenfalls im Unternehmen arbeitet. Als er von ihr entlassen wird, zieht er sich in ihre Wohnung zurück und versinkt zunächst in Lethargie. Seiner Ehefrau zeigt er sich selten, die Ehe scheint am Ende. Doch er fasst neuen Mut und gründet auf dem ehemaligen Gelände seines alten Unternehmens ein eigenes Unternehmen mit Fertigungshallen. Bobby Walker will unterdessen eigentlich seinen Aushilfsjob weiter ausüben, doch Jack rät ihm, wieder in die Wirtschaft einzusteigen, da er ein lausiger Handwerker sei. Man sieht ihn am Ende des Films in einem kleinen Büro in Genes Unternehmen, wo er eine kleine Abteilung einarbeitet.

## Produktion
Die Dreharbeiten für die Produktion begannen im April 2009 und endeten im Juni desselben Jahres in Boston. Außenaufnahmen wurden teilweise in der Nähe des Bostoner Stadtteils Roxbury und in den Vororten von Wellesley und Framingham gedreht.

## Rezeption
Der Film erhielt überwiegend positive Kritiken. Rotten Tomatoes ermittelte eine Durchschnittsbewertung von 67 %.
Das Lexikon des internationalen Films bewertet den Film kritischer:

„Das genau beobachtende Drama buchstabiert die Weigerung der Männer, Sinn jenseits des Schreibtisches zu suchen, nuanciert aus, ohne dabei zur Frage vorzustoßen, wie ein Leben ohne den Sinnstifter ‚Arbeit‘ gelingen kann. Das herbeigezauberte Happy End konterkariert zudem die zaghaften Ansätze, die psychologischen Untiefen männlicher Rollenmuster kritisch zu hinterfragen.“

„Ein schmerzliches Kinodrama über Downsizing und Demütigung, das am Ende allerdings ein allzu schlichtes Heilsversprechen präsentiert.“